# غرابة (وشحة)

تعديل مصدري - تعديل

غرابة هي إحدى قرى عزلة ضاعن بمديرية وشحة التابعة لمحافظة حجة، بلغ تعداد سكانها 199 نسمة حسب تعداد اليمن لعام 2004.